# Jeffrey Elman
Jeffrey Locke Elman (* 22. Januar 1948; † 28. Juni 2018) war ein US-amerikanischer Kognitionswissenschaftler und Linguist.
Elman studierte an der Harvard University mit dem Bachelor-Abschluss (A.B.)  1969 cum laude und wurde 1977 an der University of Texas at Austin in Linguistik promoviert. 1977 wurde er Assistant Professor, 1983 Associate Professor (für Linguistik und ab 1988 für Kognitionswissenschaft) und 1989 Professor an der University of California, San Diego (UCSD). 2006 wurde er dort Distinguished Professor und 1985 war er Gründungsdirektor des Center for Research in Language. 1995 bis 1998 stand er der Abteilung Kognitionswissenschaften vor. 2004 war er Gründungs-Kodirektor des Kavli Institute for Brain and Mind an der UCSD. 2008 bis 2014 war er Dekan für Sozialwissenschaften.
Er befasste sich mit Neuronalen Netzwerken, Neurolinguistik und Sprachverarbeitung und Sprachwahrnehmung. Eine von ihm eingeführte Variante eines Rekurrenten Neuronalen Netzwerks wird nach ihm Elman-Netz genannt (auch Simple Recurrent Neural Network, SRNN).  Mit Jay McClelland entwickelte er Mitte der 1980er Jahre das TRACE-Modell für Sprachwahrnehmung.
Er ist Ko-Autor eines einflussreichen Buchs in den Kognitionswissenschaften, Rethinking Innateness, in der sie sich gegen einige Thesen angeborener Spracherwerbs- und Sprachverarbeitungsmuster wie vorgegebener grammatischer Strukturen positionieren  (wie sie insbesondere von Noam Chomsky, Steven Pinker, Elizabeth Spelke vertreten wurden). Nach Elman und Kollegen können sie aus konnektonistischer Sicht nur als Gewichte neuronaler Netzwerke in den Genen codiert sein, was aber aus ihrer Sicht aufgrund der Plastizität des Gehirns bei Kleinkindern unwahrscheinlich ist. Vielmehr seien architektonische Eigenschaften der neuronalen Netzwerke im Gehirn in denen Genen kodiert.
Er war Fellow der American Academy of Arts and Sciences (2016), der American Psychological Society (2015) und der Cognitive Science Society (2002), deren Präsident er 1999/2000 war. 2007 erhielt er den David-E.-Rumelhart-Preis.

## Schriften
- mit Elizabeth A. Bates, Mark H. Johnson, Annette Karmiloff-Smith, Domenico Parisi, Kim  Plunkett: Rethinking Innateness: A Connectionist Perspective on Development, MIT Press 1996
- mit K. Plunkett: Exercises in Rethinking Innateness: A Handbook for Connectionist Simulations, MIT Press 1997.
- Herausgeber mit D. Touretzky, T. Sejnowski, G. Hinton: Connectionist Models Summer School Proceedings, Morgan Kauffmann 1990
- Herausgeber mit M. Mozer, P. Smolensky, D. Touretzky, A. Weigand: Proceedings of the 1993 Connectionist Models Summer School, Erlbaum 1994
- Language as a dynamical system, in: R. Port, T. van Gelder, Mind as motion: dynamical perspectives on behavior and cognition, MIT Press 1995
- Language processing, in Michael Arbib, Handbook of Brain Theory and Neural Networks, MIT Press 1995, S. 508–513
- Finding Structure in Time, Cognitive Science, Band 14, 1990, S. 179–211 (Elman-Netz)